# Koi sugata kitsune goten
Pour plus de détails, voir Fiche technique et Distribution.
Koi sugata kitsune goten (恋すがた狐御殿) est un film japonais en noir et blanc  réalisé par Nobuo Nakagawa, sorti en 1956.

## Synopsis
Le flûtiste Harukata a été marié pendant deux ans à une femme nommée Maroya. C'était une joueuse de koto talentueuse qui jouait souvent avec lui. Elle est malheureusement décédée trop tôt.

## Fiche technique
- Titre original : 恋すがた狐御殿 (Koi sugata kitsune goten?)[1]
- Réalisateur : Nobuo Nakagawa
- Scénario :  Ryōzō Kasahara (ja), d'après Kitsune to fuefuki (狐と笛吹き?) de Hideji Hōjō[2],[3]
- Photographie : Kōzō Okazaki
- Décors : Masatoshi Katō
- Musique :  Masao Yoneyama (ja)
- Producteur : Sadao Sugihara
- Société de production : Takarazuka Eiga
- Société de distribution : Tōhō
- Pays d'origine :  Japon
- Langue originale : japonais
- Format : noir et blanc - 35 mm - son mono
- Genre : drame romantique ; film fantastique
- Durée : 89 minutes[4] (métrage : dix bobines - 2 445 m[4])
- Date de sortie :
  - Japon : 17 mai 1956[4]

## Distribution
- Hibari Misora : Maroya / Tomone
- Sakata Tōjūrō IV (sous le nom de Senjaku Nakamura) : Harukata
- Chieko Naniwa : Okon
- Chikage Oogi : Akemi
- Haruhisa Kawada (ja) : Akinobu
- Shunji Sakai (ja) : Heihachi
- Kyū Sazanka (ja) : Fujimaru
- Eijirō Yanagi : le maître de musique
- Ryōtarō Oki : Hidehito
- Mitsuru Ono (ja) : Fuyutoshi